# George & A.J.
George and A.J. é um curta-metragem criado pela Pixar que usa personagens do filme Up. Ocorre durante os eventos do filme, segue o que os enfermeiros George e A.J. fizeram depois que Carl Fredricksen saiu com sua casa amarrada com balões. Devido ao seu orçamento, toda a animação foi feita em um estilo limitado de "storyboard", com alguns objetos movendo-se por quadros-chave, enquanto outras coisas como personagens e suas bocas mal se movem; no entanto, as expressões dos personagens e a história ainda são transmitidas.

## Enredo
O curta começa com uma cena de Up, onde dois enfermeiros do Asilo Shady Oaks batem na porta de Carl Fredricksen para acompanhá-lo até a casa de repouso. Como visto no filme, Carl, em vez disso, decola em sua casa, enquanto Russell se prepara embaixo dele. George e A.J. olham estupefatos para o céu enquanto o alarme da van dispara (ele havia sido atingido pela casa de Carl).
Eles continuam a olhar estupefatos quando retornam à van e na cama durante a noite. No dia seguinte, uma repórter faz uma história sobre avistamentos de uma casa flutuante. Ela tenta obter a opinião de George e A.J., mas eles ainda estão olhando estupefatos. Enquanto isso, outros idosos da cidade, inclusive em Shady Oaks, estão assistindo a reportagem e comemorando a "fuga" de Carl.
Uma semana depois, George e A.J. estão de volta à sua tarefa de escoltar idosos a Shady Oaks em sua van. Infelizmente, os idosos tiveram idéias do que Carl fez, e toda vez que George e A.J. chegar a uma casa para levar uma pessoa embora, os idosos que moram lá escapam com a casa de alguma forma. Finalmente, eles voltam para ao Asilo Shady Oaks, apenas para encontrar um velho do lado de fora da porta que grita "Até mais, otários!" e bate sua bengala contra um dos muitos cartuchos presos à parte externa do edifício; os outros cartuchos logo seguem e soltam um gás poderoso. Depois que o homem entra, todo o edifício se lança no céu. Ainda estupefatos, George e A.J. olhe para cima. Alguns cartuchos caem e um cai na van, disparando o alarme novamente. De repente, por trás deles, um dirigível gigante começa a descer. O que Acontece ser o dirigível Espírito de aventura de Charles Muntz, e Carl está voando com Russell ao seu lado. O dirigível aterrissa em cima da van, esmagando-a e fazendo com que efetivamente pare o alarme. Carl e Russell saem e George diz incrédulo "Sr. Fredricksen?" Eles passam pelos enfermeiros e Russell menciona que da próxima vez ele gostaria de dirigir. A.J. vira-se para George e diz: "Essa foi a coisa mais louca que eu já vi!" Eles olham para baixo e encontram Dug na frente deles. Dug fala "Olá!" através do colarinho, e George e A.J. ficam ainda mais chocados do que antes.

## Elenco
- Jason Topolski como George
- A.J. Riebli III como A.J.
- Steve Purcell[1] como Carl Fredricksen
- Peter Sohn como Russell
- Bob Peterson como Dug
- Kim Donovan como Reporter
- Claire Munzer como Senhora Idosa
- Valerie LaPointe como Mrs. Peterson

## Home media
Em vez de ser lançado em DVD como Partly Cloudy, Dug's Special Mission ou qualquer outro curta-metragem da Pixar, George e A.J. foi lançado inicialmente no iTunes como um recurso extra que veio com a compra do filme. Mais tarde, foi lançado para os fãs da Disney/Pixar em sua página no Facebook e posteriormente para a página oficial da Disney/Pixar no YouTube. Mais tarde, foi lançado no Pixar Short Films Collection Volume 2.
O curta também apresenta uma faixa de comentários humorísticos, na qual Josh Cooley desiste nos primeiros 30 segundos e pede a Tom Kane para torná-lo mais emocionante. Infelizmente para Cooley, Kane começa a inventar fatos épicos falsos sobre o filme pelo qual Cooley se incomoda.